# Canada Jetlines
Canada Jetlines, Ltd., que operaba como Jetlines, fue una aerolínea canadiense de ultra bajo costo con sede en Mississauga, Ontario . Jetlines tiene como objetivo satisfacer la demanda del mercado en Canadá de viajes aéreos de bajo costo, planeando seguir el modelo comercial de las aerolíneas europeas de bajo costo Ryanair y easyJet operando desde aeropuertos secundarios más pequeños cuando sea posible. La aerolínea lanzó con éxito su vuelo de ingresos inaugural el 22 de septiembre de 2022, desde Toronto Pearson a Calgary .la aerolínea se declaró en quiebra el 21 de septiembre de 2024 

## Historia
En junio de 2016, la aerolínea anunció que había pedido al gobierno canadiense que relajara su requisito legal de que las aerolíneas canadienses no tengan más del 25 % de propiedad extranjera, lo que permite a Canada Jetlines buscar inversiones extranjeras hasta el nivel del 49 % de propiedad. El 3 de noviembre de 2016, el ministro de Transporte, Marc Garneau, aprobó la solicitud de Jetlines de exención de las reglas actuales de propiedad extranjera, lo que permitió a la aerolínea acceder al capital necesario para comenzar a operar. La aerolínea tiene un miembro propietario de Europa y una junta compuesta por miembros de la industria de Europa y Estados Unidos.
El 4 de noviembre de 2016, Canada Jetlines anunció que planeaba lanzar operaciones en rutas primarias y secundarias sólidas mediante la operación de un servicio aéreo programado de punto a punto. Jetlines planeó operar vuelos en todo Canadá, Estados Unidos, México y el Caribe. El 11 de septiembre de 2017, Canada Jetlines publicó un mapa de las ciudades a las que pretendía volar para abril de 2019. El 8 de mayo de 2018, Canada Jetlines anunció que no arrendaría dos aviones Boeing 737-800 como se planeó inicialmente debido a que el arrendador no pudo confirmar una fecha de entrega. Jetlines concluyó una hoja de términos el 23 de abril de 2018 para arrendar dos aviones Airbus A320 en su lugar y realizó un pago de depósito de US$ 876.000. El 13 de junio de 2018, Jetlines anunció que se había asociado con AerCap, una compañía financiera de aviación y arrendamiento de aeronaves, para firmar un Acuerdo de Arrendamiento Definitivo para dos aviones Airbus A320. Se esperaba la entrega de los dos aviones para la primera mitad de 2019. El 4 de abril de 2019, Jetlines anunció que tiene la intención de iniciar operaciones en diciembre de 2019 y posteriormente se retiró de su contrato de arrendamiento con AerCap con fecha 23 de abril de 2018. Jetlines tiene la intención de arrendar su avión inicial con su socio, SmartLynx Airlines, y la entrega del avión tendrá lugar en el cuarto trimestre de 2019.
El 28 de febrero de 2017, Canada Jetlines completó una combinación de negocios con Jet Metal Corp. Hasta entonces, Canada Jetlines era una empresa privada que había recaudado dinero durante tres años con el objetivo de convertirse en una aerolínea de ultra bajo costo (ULCC). Jet Metal Corp. era una empresa que cotizaba en bolsa y anteriormente participaba en la exploración de minerales, pero había reunido capital en 2014 para buscar una nueva oportunidad comercial. Dado que el proceso de oferta pública inicial (IPO) es bastante largo y costoso, era común en Canadá que las empresas privadas obtuvieran una cotización pública a través de una transacción corporativa con una empresa inactiva que cotiza en bolsa. No obstante, se buscó una cotización pública ya que brindaba un mayor acceso al capital dada la mayor liquidez en comparación con una corporación privada. Las acciones ordinarias de Canada Jetlines cotizan en la Bolsa de Valores de NEO, con el símbolo de cotización "CJET".
El 3 de abril de 2019, Jetlines anunció su lanzamiento anticipado de servicio comercial para el 17 de diciembre de 2019 con el Aeropuerto Internacional Toronto Pearson actuando como base de operaciones de Jetlines. Debido al progreso de la compañía, Jetlines y AerCap acordaron mutuamente cancelar su acuerdo de arrendamiento de dos A320. En lugar de ese acuerdo, Jetlines firmó una carta de intención con SmartLynx Airlines para dos Airbus A320 alternativos disponibles para entrega en el cuarto trimestre de 2019, que estaba en línea con el inicio planificado de las operaciones de la compañía.
El 28 de febrero de 2022, el primer Airbus A320 de Jetlines, C-GCJL, que antes volaba para Avianca y Pegasus Airlines, aterrizó en el Aeropuerto Internacional de la Región de Waterloo . El avión voló desde el aeropuerto de Shannon en Irlanda después de completar la renovación interior y el repintado. En abril de 2022, la compañía anunció planes para comenzar operaciones en el verano de 2022 sin un anuncio firme de qué destinos atendería primero. El Aeropuerto Internacional Toronto Pearson se anunció más tarde como el principal centro de viajes de la aerolínea. Otras confirmaciones de aeropuertos incluyen el aeropuerto Saint-Hubert de Montreal, Puerto Vallarta, Los Cabos, Cancún, República Dominicana, Winnipeg, Kelowna, y la ciudad de Quebec. El 19 de julio de 2022, la aerolínea anunció que comenzaría el servicio desde el Aeropuerto Pearson de Toronto a Moncton y Winnipeg a partir del 15 de agosto de 2022, sin embargo, el 4 de agosto de 2022, la aerolínea anunció que el lanzamiento sería pospuesto por dos semanas hasta el 29 de agosto de 2022. La aerolínea pospuso su lanzamiento nuevamente hasta el 22 de septiembre de 2022, y luego ajustó su red para lanzar servicios al Aeropuerto Internacional de Calgary desde Toronto Pearson en lugar de Moncton y Winnipeg.
En octubre de 2022, Canada Jetlines negoció la adquisición de su segundo avión para entrega el 30 de noviembre de 2022, con la expectativa de expandirse a una flota de 15 aviones para fines de 2025. En noviembre de 2022, la aerolínea anunció sus primeros destinos en los Estados Unidos, que consisten en Las Vegas y Melbourne, cuyo lanzamiento estaba previsto para febrero de 2023,   pero luego se pospuso. El 19 de diciembre de 2022, la aerolínea anunció que había recibido la aprobación de la Administración Federal de Aviación (FAA) de EE. UU. para iniciar operaciones en el país. 
En junio de 2024, Eddy Doyle dimitió como CEO. El 12 de agosto de 2024, cuatro directores de la junta directiva, entre ellos la presidenta y CEO Brigitte Goersch, renunciaron. El 15 de agosto, la empresa hizo una pausa de todas las operaciones y dijo que buscaría la protección de los acreedores. 

## Destinos históricos
Canada Jetlines voló a los siguientes destinos:
| Países         | Destinos    | Aeropuertos                                                |
| -------------- | ----------- | ---------------------------------------------------------- |
| Canadá         | Calgary     | Aeropuerto Internacional de Calgary                        |
| Canadá         | Halifax     | Aeropuerto Internacional de Halifax-Stanfield (estacional) |
| Canadá         | Toronto     | Aeropuerto Internacional Toronto Pearson (HUB)             |
| Canadá         | Vancouver   | Aeropuerto Internacional de Vancouver                      |
| Estados Unidos | Las Vegas   | Aeropuerto Internacional Harry Reid                        |
| Estados Unidos | Miami       | Aeropuerto Internacional de Miami                          |
| Estados Unidos | Orlando     | Aeropuerto Internacional de Orlando                        |
| Guyana         | Georgetown  | Aeropuerto Internacional Cheddi Jagan                      |
| Jamaica        | Montego Bay | Aeropuerto Internacional Sir Donald Sangster               |
| México         | Cancún      | Aeropuerto Internacional de Cancún                         |

## Flota histórica
La flota de Canada Jetlines contaba con las siguientes aeronaves:
| Aeronaves       | Total | Introducido | Retirado | Matrículas                      |
| --------------- | ----- | ----------- | -------- | ------------------------------- |
| Airbus A320-214 | 4     | 2022        | 2024     | C-GCJK, C-GCJL, C-GJLH y C-GJLQ |